# Yao Jingyuan
Yao Jingyuan (n. 14 iunie 1958, Dawa District⁠(d), Liaoning, Republica Populară Chineză) este un halterofil ce a reprezentat Republica Populară Chineză, medaliat olimpic. A participat la o ediție a Jocurilor Olimpice (1984) în care a câștigat o medalie de aur.